# Ash Ra Tempel
Ash Ra Tempel foi um grupo alemão ligado à cena krautrock, ativo entre 1970 e 1976. Foi a primeira produção musical proeminente de Manuel Göttsching. Ash Ra Tempel teve várias formações, sendo Göttsching o único membro a figurar em todas elas.  Göttsching veio a aposentar o nome Ash Ra Tempel quando este se tornou o único membro. Seu primeiro álbum solo Inventions for Electric Guitar foi o último disco a ser lançado sob o nome do grupo - Ash Ra Tempel. Foi batizado de "Ash Ra Tempel VI" funcionando como o sexto e último álbum. Göttsching mais tarde começou a utilizar o nome artístico Ashra para sua produção solo como uma homenagem ao seu antigo grupo. Ashra teve uma evolução em número de membros, tornando-se um grupo completa, vindo a permanecer com Göttsching até 1998.

## História
O grupo foi originalmente fundado pelo guitarrista Manuel Göttsching, o tecladista / baterista Klaus Schulze e o baixista Hartmut Enke em 1971. Todos os três membros fundadores já haviam tocado em conjunto como parte do grupo Eruption, que teve curta duração, criado por Conrad Schnitzler. Antes disso, Schitzler e Schulze haviam trabalhado juntos no Tangerine Dream.
Um projeto de curta duração de Manual Göttsching em 1970 foi o grupo Steeple Chase Blues Band, no qual também tocavam Hartmut Enke, Wolfgang Müller e Volker Zibell.
Ash Ra Tempel lanlou o seu primeiro álbum intitulado Ash Ra Tempel em junho de 1971. Este lançamento foi considerado pelos críticos como sendo um clássico do gênero. Schulze saiu temporariamente para sua carreira solo logo após o seu lançamento.  Schwingungen (1972), Seven Up (com Timothy Leary) (1972), e Join Inn (1973) são todos considerados trabalhos chave da banda. O álbum de 1973, com orientação mais pop "Starring Rosi" foi assim intitulado por ter contado com a participação da cantora Rosi Mueller.
A música do grupo é amplamente caracterizada como sendo uma música cósmica e atmosférica. Os primeiros álbuns foram mais orientados à música psicodélica e todos tinham uma faixa longa por cada lado do vinil. Um geralmente mais poderoso e dramático e outro de natureza mais atmosférica. Em vez de escrever letras em inglês, uma vez que a língua alemã não era popular na música rock até aquele momento, Ash Ra Tempel se decidiu por não incluir muitas letras em suas canções.
Uma apresentação de reencontro foi realizado em Cologne em 28 de fevereiro de 1973.
O grupo realizou uma performance em Cologne em 28 de fevereiro de 1973,
Mais tarde, após gravar a trilha sonora para Le Berceau de Cristal (1975; não foi lançado até 1993) Ash Ra Tempel encurtou seu nome para Ashra, passando a produzir um som mais melódico, baseado em sintetizadores. Em 2000 a banda se reuniu com Manuel Gottsching e Klaus Schulze. A dupla havia trabalhado junta no álbum de Schulze's "In Blue".

## Influência
Ash Ra Tempel exerceu uma relativa grande influência sobre bandas de space rock e krautrock posteriores. As bandas psicodélicas Acid Mothers Tempel e Hash Jar Tempo nomearam-se em referência a Ash Ra Tempel. O conjunto de rock experimental Al Berkowitz regravou Light: look at your sun, de Schwingungen vindo a ser registrada no álbum Apprenticeship and attitude (2009). As bandas húngaras de música psicodélica hardcore Shamam Punk e Galloping Coroners também afirmaram terem sido influenciadas por Ash Ra Tempel no final dos anos 1970.

## Membros
Manuel Göttsching - guitarras, sintetizadores e vocais (1971-1976, 2000-2001)
Hartmut Enke - baixo, guitarras, sintetizadores (1971-1973; falecido em 2005)
Klaus Schulze - bateria, sintetizadores, vocais (1971, 1972-1973, 2000-2001)
Wolfgang Müller - bateria, percussão (1972)
Timothy Leary - vocais (1972; falecido em 1996)
Rosi Müller - vocais (1973-1976)

## Discografia
Álbuns em Estúdio
Ash Ra Tempel (1971)
Schwingungen (1972)
Seven Up (1972)
Join Inn (1973)
Starring Rosi (1973)
Le Berceau de Cristal (trilha sonora) (1975)
New Age of Earth (1976) (pelo nome Ashra)
Blackouts (1977) (pelo nome Ashra)
Correlations (1979) (pelo nome Ashra)
Belle Alliance (1980) (pelo nome Ashra)
Walkin' the Desert (1989) (pelo nome Ashra)
Tropical Heat (1991) (pelo nome Ashra)
Friendship (2000, com Klaus Schulze)
Álbum ao vivo
Gin Rosé: at the Royal Festival Hall (2000)
Compilações
The Best of the Private Tapes 2xCD (1998) (gravações "demo" raras)
Schwingungen/ Seven Up (1998) (LP duplo e um CD)
Join Inn/ Starring Rosi (1998) (LP duplo e um CD)